# Jarosław Kijak
Jarosław Sławomir Kijak (ur. 22 stycznia 1965 w Zielonej Górze) – polski fizyk, dr hab. nauk fizycznych, profesor nadzwyczajny Instytutu Astronomii im. profesora Janusza Gila, oraz prodziekan Wydziału Fizyki i Astronomii Uniwersytetu Zielonogórskiego.

## Życiorys
21 lutego 1994 obronił pracę doktorską Schemat klasyfikacji profili średnich a mechanizmy promieniowania radiowego pulsarów, 28 czerwca 2004 habilitował się na podstawie pracy zatytułowanej Obszary emisji radiowej pulsarów. Otrzymał nominację profesorską. Objął funkcję profesora nadzwyczajnego w Instytucie Astronomii im. profesora Janusza Gila i prodziekana na Wydziale Fizyki i Astronomii Uniwersytetu Zielonogórskiego.
Piastuje stanowisko członka Komitetu Astronomii na III Wydziale Nauk Ścisłych i Nauk o Ziemi Polskiej Akademii Nauk.